# 過去に存在したデンコードーの店舗
過去に存在したデンコードーの店舗 (かこにそんざいしたデンコードーのてんぽ) は、かつてデンコードーが「Denkodo」などのブランドで営業していた店舗の情報を記載する。
デンコードーは2007年10月から2008年4月にかけて自社が運営する店舗を「ケーズデンキ」に変更したため、近隣で営業していたケーズデンキ店舗との統廃合が行われた。
なお、TSUTAYA・WonderGOO店舗は2010年12月に「株式会社デンコードーエンタテインメント」としてデンコードーの子会社として分社化。2014年7月にデンコードーの子会社から外れ、2017年4月に「株式会社ティーアンドティー」に社名を変更し、デンコードーから独立している。また、Mr.コンセント店舗も全店舗閉店している。

## 凡例
- △は閉店後、業態転換した店舗。
- ■は「ケーズデンキ」へ転換された店舗（ケーズデンキ転換後に閉店または移転した店舗も含む）。
- ◇は「デンコードービレッジ」内の店舗。
- ☆は関東地方でワットマンから営業を引き継いでデンコードーとして営業していたものの、閉店後再度ワットマンが運営する店舗（リサイクルショップ）に転換された店舗。

## 北海道地区

### デンコードー
- MAX Denkodo函館店■（函館市石川町52-15、1999年（平成11年）4月24日開業[3]）
  - 2008年3月20日にケーズデンキ函館パワフル館に改称した[4]ものの、2008年10月5日に移転のため閉店（同年10月23日にケーズデンキ函館本店を開業）[5]。
  - 跡地にはスーパーマーケット「魚長」の「フレッシュバザール魚長 石川店」が2009年4月14日に開業した[6][7]ものの、これも2012年9月に閉店した[8]。
- MAX Denkodo小樽店■（小樽市勝納町7-3、2000年（平成12年）4月28日開業[9]）
- MAX Denkodo苫小牧店■◇（苫小牧市新開町4丁目1-2、2004年（平成17年）11月26日開業[10] ）
SUPER Denkodo苫小牧店から移転し、開業[10]。
- MAX Denkodo室蘭店■◇（室蘭市中島本町1丁目1-6・MORUE中島内、2007年（平成19年）4月20日開業[11]）
  - 2008年のケーズデンキへの改称に合わせて営業を株式会社池田へ移管。ただしその後の2015年に、池田はデンコードーへ吸収合併された。
- SUPER Denkodo旭川パワーズ店（旭川市永山11条4丁目119・パワーズα内、2005年(平成17年)5月29日閉店[12]）
- SUPER Denkodo菊水元町店△（札幌市白石区菊水元町5条2丁目3-35、1999年（平成11年）10月8日開業[3]）
  - 2001年にSUPER Denkodoからメディアサイト21およびミスターコンセントへ転換した[注 1]ものの、これらも閉店した（後述）。
- SUPER Denkodo琴似店■（札幌市西区二十四軒3条3丁目1-1、2000年（平成12年）12月1日開業[9]）
  - 2008年3月13日にケーズデンキ琴似パワフル館に改称した[4]ものの、2008年10月26日に移転のため閉店（2008年11月20日に同市北区にてケーズデンキ札幌麻生店を開業）[13]。
- SUPER Denkodo苫小牧店△（苫小牧市若草町1丁目7-14、1992年（平成4年）8月1日開業[10][14] - 2004年（平成17年）閉店）
  - MAX Denkodo苫小牧店へ移転するため閉店。
  - 跡地はWonderGOO苫小牧店となったもののこれも閉店した（後述）。
- SUPER Denkodo登別店△（登別市富岸町2丁目13-1、1999年（平成11年）7月16日開業[3] - 2007年（平成19年）4月7日閉店[11]）
  - MAX Denkodo室蘭店へ統合するため閉店。
  - 跡地はTSUTAYA登別店となったもののこれも閉店した（後述）。
- SUPER Denkodo岩見沢店■（岩見沢市大和4条7丁目17-1、1999年（平成11年）7月2日開業[3]）
  - ケーズデンキ岩見沢店となってからの2019年8月18日に建て替えのため閉店[15]（同所で建て替え2020年10月28日に再開業[16]）しており、デンコードー当時からの建物は現存していない。
- SUPER Denkodo名寄店■（名寄市豊栄196-110、2001年（平成13年）10月4日開業[17]）
- SUPER Denkodo滝川店（滝川市東町8丁目300-1、2000年（平成12年）10月20日開業[9]）
  - 当店閉店後、市内の別の位置（滝川市東町2丁目31-5）にて営業していたケーズデンキ滝川パワフル館（現・ケーズデンキ滝川店）を2007年11月8日より当社として営業開始[18]（同店舗自体は2006年10月19日に開業していた[19]ものの、当初は株式会社池田の運営であったものがデンコードーへ移管された）。
  - 跡地には「株式会社アイマトン」の営業するスーパーマーケット「生鮮おろし」が開業[20]。
- SUPER Denkodo稚内店■（稚内市朝日3丁目2185-6、2006年（平成18年）12月15日開業[21]）

### その他
- WonderGOO苫小牧店（苫小牧市若草町1丁目7-14、2004年（平成17年）11月25日開業 - 2021年（令和3年）1月11日閉店）
SUPER Denkodo苫小牧店跡に開業[10]。
閉店後、同店を運営していたティーアンドティー（この時点ではデンコードーの関連会社ではなくなっていた）が、同所にTSUTAYAを2021年2月13日に開業（テーオーホールディングスグループの「fika」が運営し同年1月11日に閉店した苫小牧三光店[22]の代替店舗）[23]。しかしこれも2025年7月21日に閉店した[24]。
- Mr.コンセント滝川店（滝川市東町8丁目303-1、2003年（平成15年）10月20日開業[9]）
- Mr.コンセント苫小牧店◇（苫小牧市新開町4丁目1-1、2003年（平成15年）11月26日開業[10]）
- メディアサイト21菊水元町店（札幌市白石区菊水元町5条2丁目3-35、2001年10月4日開店[17]、2004年10月31日閉店[10]）
- Mr.コンセント菊水元町店（札幌市白石区菊水元町5条2丁目3-35、2001年10月26日開店[17]、2004年10月31日閉店[10]）
  - 上記2店はSUPER Denkodo菊水元町店の閉店後に開業したものであった（上記）。
- Mr.コンセント小樽店（小樽市勝納町7-1）
- Mr.コンセント室蘭店◇（室蘭市中島本町1丁目1-6、2007年（平成19年）4月20日開業[11]）
- TSUTAYA室蘭店◇（室蘭市中島本町1丁目1-6、2007年（平成19年）4月20日開業[11]）
- TSUTAYA登別店（登別市富岸町2丁目13-1、2019年（平成31年）3月31日閉店）

## 東北地区

### 青森県

#### デンコードー
- MAX Denkodo柏店（つがる市柏上古川幾山360-1、1998年（平成10年）11月開業[25]）
旧店舗から移転し開業[26]。
- SUPER Denkodo弘前本店→MAX Denkodo弘前店（弘前市大字高田2丁目1-1）
2004年（平成16年）10月29日にMAX Denkodo弘前店として再開業[27]。
近隣のケーズデンキ弘前本店に統合され閉店。閉店後TSUTAYA WonderGOO弘前店となるが、2015年（平成17年）にTSUTAYA弘前店へと転換した。
- MAX Denkodo青森店■（青森市東大野2丁目10-1、2005年（平成17年）11月18日開業[28]）
- SUPER Denkodo青森本店（青森市矢田前字弥生田48-1）
- SUPER Denkodo八甲大橋店（青森市桂木4丁目8-2）
- SUPER Denkodo青森西店（青森市大字石江字三好114-1）
- SUPER Denkodoむつ店■（むつ市中央2丁目11-3）
ケーズデンキ むつパワフル館に転換したが、2009年に移転。移転後TSUTAYA WonderGOOむつ店となるが、後にTSUTAYAむつ店へと転換した。
- SUPER Denkodo八戸本店■（八戸市石堂2-10-8）
ケーズデンキ八戸本店に転換したが、2009年（平成21年）4月16日にシンフォニープラザ沼館内へ移転[29]。移転後建物は取り壊され、2012年（平成24年）2月29日にジョイス（現・ベルジョイス）が運営するジョイス八戸石堂店がオープン。
- Denkodoとうてつ駅前店→SUPER Denkodoとうてつ駅前店（十和田市東一番町1-25、1986年（昭和61年）7月開業 - 2006年（平成18年）閉店[30]）
1997年（平成9年）10月に増床し、SUPER Denkodoの屋号として再開業。
十和田店へ移転するため閉店。移転後建物は取り壊され、隣接するパチンコ店の駐車場となった。
- SUPER Denkodo十和田店■◇（十和田市元町東1丁目6-33、2006年（平成18年）3月3日開業[30]）
- Denkodo光星学院通店■（八戸市大字湊町字上田屋前21-6）
ケーズデンキ光星学院通店に転換したが、近隣にオープンするケーズデンキ八戸白銀店へ移転するため2023年4月18日で閉店[31]。
- Denkodo三沢店■（三沢市松園町3丁目4-1）

ケーズデンキ三沢店に転換したが、2015年に移転。移転後の跡地にはツルハドラッグ三沢松園店が開業。
- Denkodo三戸店（三戸郡南部町玉掛字前田1丁目7-9）

#### その他
- コンプシティー弘前店（弘前市高田2丁目7-3）
- メディアサイト青森店→MEDIA SITE 21青森店（青森市新町2丁目1-16）
- MEDIA SITE 21弘前堅田店（弘前市田町5丁目5-2、2001年（平成13年）11月22日開業[17]）
- WonderGOO柏店（西津軽郡柏村上古川字幾山360-1）
2020年（令和2年）にTSUTAYAつがる柏店へ転換。
- WonderGOO十和田店（十和田市元町東1丁目6-23）
2021年（令和3年）にTSUTAYA十和田元町店へ転換。
- Mr.コンセント弘前店（弘前市高田2丁目7-2）
- Mr.コンセント八戸（八戸市石堂2丁目10-4）
- Mr.コンセント青森中央店（青森市東大野2丁目8-1、2005年（平成17年）11月18日開業[28]）
- Mr.コンセント十和田店（十和田市元町東1丁目8-15、2006年（平成18年）3月3日開業[30]）
- Mr.コンセントつがる柏店（つがる市柏上古川幾山361-1、2003年（平成15年）9月12日開業[25]）
- TSUTAYA浜館店（青森県青森市浜館6-4-21）
2018年に閉店。閉店後の跡地は丸大サクラヰ薬局が運営するハッピー・ドラッグ青森浜館店が開業。
- TSUTAYA堅田店（弘前市田町5丁目5-2、2001年（平成13年）10月12日開業[17]）
旧店舗から移転し開業。
- TSUTAYA青森中央店（青森市東大野2丁目8-4、2005年（平成17年）11月23日開業[28]）
- サービス配送センター青森（青森市桂木4丁目6-17）
- サービス配送センター八戸（八戸市石堂2丁目10-4）

### 秋田県

#### デンコードー
- 電巧堂・秋田本店■（秋田市中通2丁目4-22）
- 電巧堂・新国道店■（秋田市泉南１丁目１−１１）
- MAX Denkodo能代店■（能代市高塙133）
- MAX Denkodo秋田店■（秋田市八橋南1丁目3-25、2003年（平成15年）12月5日開業[33]）
SUPER Denkodo秋田本店とコンプシティー秋田店を統合して開業。
- SUPER Denkodo秋田本店（秋田市広面字樋ノ沖46、1998年（平成10年）3月開業 - 2003年（平成15年）閉店[34]）
MAX Denkodo秋田店へ移転統合するため閉店。閉店後はハードオフ・オフハウス・ホビーオフ秋田広面店が入居。
- SUPER Denkodo本荘店■（由利本荘市出戸町字東梵天141、1998年（平成10年）10月31日開業[26]）
旧店舗から移転する形で開業。
- SUPER Denkodo大館店■ （大館市清水2丁目2-70、1998年（平成10年）9月18日開業[26]）
旧店舗から移転する形で開業。
- SUPER Denkodo能代BP店（能代市字芝童森5-1）
- SUPER Denkodo大曲店（大仙市戸蒔字錨131、1999年（平成11年）5月1日開業[3]）
旧店舗から移転する形で開業。
- SUPER Denkodo横手店■（横手市婦気大堤字中田86、1998年（平成10年）4月24日開業[26]）
Denkodo横手BP店から移転する形で開業。
ケーズデンキ横手パワフル館に転換したが、2009年に移転[35]。移転後の跡地はハードオフ・オフハウス横手店。
- Denkodo横手BP店（横手市安田越廻39）
SUPER Denkodo横手店へ移転するため閉店。閉店後はハードオフ・オフハウスが入居するが、後にケーズデンキ横手パワフル館（前述の通り2009年に移転、元・SUPER Denkodo横手店）跡地へ移転。
- SUPER Denkodo鹿角花輪店■（鹿角市花輪字扇ノ間98-1、2001年（平成13年）10月26日開業[17]）
旧店舗から移転する形で開業。
- SUPER Denkodo男鹿店■（男鹿市船越字内子89、2002年（平成14年）6月14日開業[36]）
Denkodo男鹿船越店から移転する形で開業。
- Denkodo土崎店（秋田市土崎港西4丁目8-34）
- Denkodo男鹿船越店（男鹿市船越字内子95-1）
SUPER Denkodo男鹿店へ移転するため閉店。
- Denkodo鹿角花輪店（鹿角市花輪字上花輪134）
- Denkodo湯沢店（湯沢市材木町2丁目1-15）

#### その他
- コンプシティ秋田店（秋田市仁井田蕗見町2-14）
SUPER Denkodo秋田店へと統合するため閉店。
- メディアサイト秋田店（秋田市中通2-4-23）
MEDIA SITE 21仁井田店へと統合するため閉店[33]。
- MEDIA SITE 21土崎店（秋田市土崎港西4丁目8-34）
- MEDIA SITE 21仁井田店（秋田市仁井田蕗見町2-14、2003年（平成15年）12月2日開業[33]）
メディアサイト秋田店から移転し開業。
- WonderGOO秋田店（秋田市広面字樋ノ沖93-1）
- WonderGOO大曲店（大仙市戸蒔字錨105-1）
- WonderGOO能代店（能代市高塙133）
- Mr.コンセント秋田店（秋田市広面字谷地田9-2）
- Mr.コンセント秋田八橋（秋田市八橋南1丁目3-28、2003年（平成15年）12月11日開業[33]）
- Mr.コンセント大曲店（大仙市戸蒔字錨105-1）
- Mr.コンセント大館店（大館市清水2丁目2-5）
- Mr.コンセント能代（能代市高塙133）
- TSUTAYA能代店（能代市字芝童森5-1、2003年（平成15年）3月開業）
- TSUTAYA大館店（大館市清水2丁目1-73、2003年（平成15年）11月28日開業[33]）

### 岩手県

#### デンコードー
- MAX Denkodo盛岡西店■（盛岡市前潟3丁目2-1、2002年（平成14年）11月29日開業[36]）
- MAX Denkodo奥州水沢店■（奥州市水沢区佐倉河字川原田65、2006年（平成18年）6月23日開業[37]）
SUPER Dekondo水沢店から移転する形で開業。
- SUPER Denkodo北上店（北上市北鬼柳18地割35、1999年（平成11年）11月5日開業[3]）
- SUPER Denkodo大船渡店■（大船渡市盛町字館下5-1、2007年（平成19年）2月16日開業[38]
旧店舗から移転する形で開業。
- SUPER Denkodo久慈店（久慈市川崎町11-22、2003年（平成15年）6月6日開業[33]）
旧店舗から移転する形で開業。
- SUPER Denkodo水沢店（奥州市佐倉河字東柳ノ町13-1、1998年（平成10年）開業 - 2006年（平成18年）閉店[37]）
水沢店と水沢日高店を統合する形で開業。
MAX Denkodo奥州水沢店へ移転するため閉店。
- SUPER Denkodo花巻店■（花巻市東宮野目12丁目18-17、2002年（平成14年）10月4日開業[36]）
- SUPER Denkodo釜石店■（釜石市鈴子町9-24、2002年（平成14年）7月6日開業[36]）
旧店舗から移転する形で開業。
- SUPER Denkodo二戸店■（二戸市堀野大谷地61-1、2002年（平成14年）7月18日開業[36]）
- SUPER Denkodo宮古店■（宮古市宮町4丁目2-27、2005年（平成18年）7月14日開業[39]）
- Denkodo青山店（盛岡市西青山2丁目18-60）
- Denkodo上堂BP店（盛岡市上堂1丁目19-63）
- Denkodo盛岡南店■（盛岡市津志田14丁目10-2）
ケーズデンキ盛岡南店に転換したが、2011年7月28日に移転[40]。
- Denkodo花巻BP店（花巻市東宮野目13-126）
- Denkodo花巻西店（花巻市若葉町1-8-10）
- Denkodo宮古店（宮古市宮町1丁目4-11、2005年（平成18年）7月15日開業[39]）
- Denkodo一関店■　一関市山目字大槻62
ケーズデンキ一関パワフル館に転換したが、2011年（平成23年）10月10日をもって閉店し、ケーズデンキ一関店として移転[41]。
- Denkodo遠野店（遠野市松崎町白岩第15地割36-1）
- Denkodo釜石店（釜石市大町1丁目41-5）

#### その他
- コンプシティ盛岡メディア館（盛岡市中央通2丁目11-1）
- WonderGOO水沢店（水沢市佐倉河字鐙田33、1998年（平成10年）開業 - 2006年（平成18年）閉店[37]）
WonderGOO奥州水沢店へ移転するため閉店。
- WonderGOO奥州水沢店（奥州市水沢区佐倉河字川原田65、2006年（平成18年）6月23日開業[37]）
- サービス配送センター盛岡（盛岡市門2丁目21-5）

### 宮城県

#### デンコードー
- MAX Denkodo仙台南店■（名取市上余田字千刈田466、1998年（平成10年）7月開業[42]
「MAX Dekondo」の1号店として開業。
- MAX Denkodo仙台西店■（仙台市青葉区南吉成7丁目1-1、2000年（平成12年）7月28日開業[9]）
- MAX Denkodo仙台北店■ （仙台市泉区七北田字大沢銅谷19-1、2003年（平成15年）10月24日開業[43]）
- MAX Denkodo多賀城店■（宮城県多賀城市明月1丁目168-1、2000年（平成12年）9月22日開業[9]）
ケーズデンキ多賀城店に転換したが、2009年にケーズデンキ仙台港店として仙台市宮城野区に移転。跡地は万代多賀城店。
- MAX Denkodo大崎古川店■（大崎市古川稲葉字亀ノ子150、2006年（平成18年）11月10日開業[44]）
SUPER Denkodo古川BP店から移転する形で開業。
- MAX Denkodo石巻店■（石巻市恵み野2丁目15-4、2007年（平成19年）7月13日開業[45]
- SUPER Denkodo気仙沼BP店■　気仙沼市上田中1-1-5
- SUPER Denkodo古川BP店（古川市稲葉字亀ノ子62、1997年（平成9年）10月開業 - 2006年（平成18年）閉店[44]）
MAX Denkodo大崎古川店へ移転するため閉店。
- SUPER Denkodo加賀野店■△（登米市加賀野仮換地59街区13、1999年（平成11年）10月8日開業[3]）
- SUPER Denkodo石巻店（石巻市南中里1丁目10-5、1996年（平成8年）11月開業[45]）
MAX Denkodo石巻店へ移転するため閉店。
- SUPER Denkodo大河原店■（柴田郡大河原町字新東30-1）

ケーズデンキ大河原店に転換したが、2011年に移転。跡地はハードオフ・オフハウス大河原店。
- Denkodo仙台本店 （仙台市青葉区中央2丁目2-21）
- Denkodo大河原店（柴田郡大河原町新南74-8）
- Denkodo古川店（古川市駅東2-6-40）

#### その他
- メディアサイト仙台中央通店（仙台市青葉区中央2丁目2-21）
- MEDIA SITE 21大和町店（仙台市若林区大和町1丁目22-30）
- WonderGOO大和町店（仙台市若林区大和町1-22-30、1999年（平成11年）4月2日開業[3]）
- WonderGOO泉BP店（仙台市泉区松森字斎兵衛25-4）
- WonderGOO石巻BP店（石巻市南中里2丁目9-54）
- WonderGOO大崎古川店（大崎市古川稲葉亀ノ子62、2006年（平成18年）12月開業[44] - 2018年（平成30年）5月6日）
- Mr.コンセント仙台南店（名取市上余田字千刈田478-1）
- Mr.コンセント仙台西店（仙台市青葉区南吉成7丁目2-5、2000年（平成12年）10月6日開業[9]）
- Mr.コンセント多賀城店（多賀城市明月1丁目1-72、2000年（平成12年）12月8日開業[9]）
- Mr.コンセント古川BP店（大崎市古川稲葉字亀ノ子49-1、2002年（平成14年）11月22日開業[36]）
- Mr.コンセント仙台北店（仙台市泉区七北田字大沢銅谷18、2003年（平成15年）10月24日開業[47]）
- TSUTAYA仙台南店（名取市上余田字千刈田308、2000年（平成12年）10月開業）
- TSUTAYA岩沼店（名取市堀内字北竹68、1994年（平成6年）7月開業）

### 山形県

#### デンコードー
- SUPER Denkodo山形北店■（山形市馬見ヶ崎1丁目22-18）
ケーズデンキ山形北パワフル館に転換したが、2008年にケーズデンキ山形北本店として移転。跡地はハードオフ・オフハウス山形北店。
- SUPER Denkodo山形南店（山形市南二番町5-3、2004年（平成16年）10月15日開業[48] - 2008年（平成20年）閉店）
跡地には2010年（平成22年）にセリアとサンドラッグが出店した[49] 。
- SUPER Denkodo米沢店■（米沢市塩井町塩野2-1、2007年（平成19年）5月18日開業[50]）
旧店舗から移転する形で開業。
- SUPER Denkodo酒田店（酒田市大字酒井新田字一番割1-7外、1999年（平成11年）7月16日開業[3] - 2005年（平成17年）閉店）
閉店後、2012年にケーズデンキ酒田店としてイオン酒田南店隣接地に再進出している[51]。
- SUPER Denkodo東根店■（東根市蟹沢字大道東2082、1999年（平成11年）4月9日開業[3]）
ケーズデンキ東根店に転換したが、2014年に移転。跡地はTSUTAYA東根店。
- SUPER Denkodo鶴岡店■（鶴岡市美咲町21-1）
ケーズデンキ 鶴岡店に転換したのち、2020年に建て替え[52]。
- SUPER Denkodo南陽店■（南陽市郡山字高野561、2001年（平成13年）4月13日開業[17]）
ケーズデンキ南陽店に転換したが、2016年にケーズデンキ南陽高畠店として東置賜郡高畠町に移転。
- SUPER Denkodo新庄店■（新庄市金沢字南沢1814-2、2005年（平成17年）10月28日開業[53]）
旧店舗（Denkodo新庄店）から移転する形で開業。
- Denkodo南館店（山形市高堂2丁目3-11）
- Denkodo鶴岡店（鶴岡市錦町11-12）
- Denkodo酒田店（酒田市幸町2丁目9-36）
- Denkodo東根店（東根市温泉町2丁目4267-2）

#### その他
- コンプシティ山形店（山形市高堂2丁目3-11）
- メディアサイト山形店（山形市香澄町2丁目2-41、1999年（平成11年）7月23日開業[3]）
- WonderGOO米沢店（米沢市徳町115、1998年（平成10年）8月7日開業[50]）
- Mr.コンセント山形北店（山形市馬見ヶ崎1丁目23-25）
- Mr.コンセント鶴岡店（鶴岡市美咲町23-12、2001年（平成13年）12月17日開業[17]）

### 福島県

#### デンコードー
- MAX Denkodo平店■（いわき市平谷川瀬字泉町45、1999年（平成11年）12月3日開業[3]）
- MAX Denkodo郡山北店■（郡山市日和田字南古舘21-2、2000年（平成12年）7月開業[53]）
- MAX Denkodo会津若松店■（会津若松市町北町大字始字深町20、2002年（平成14年）開業[54]）
- SUPER Denkodo福島BP南店■（福島市鳥谷野字岩田36）
ケーズデンキ福島南パワフル館に転換したが、2009年にケーズデンキ福島南本店として移転統合。跡地はペットショップアミーゴ福島南店。
- SUPER Denkodo福島西店■（福島市南沢又字下琵琶渕街区番号36画地21、1999年（平成11年）12月3日開業[3]）

ケーズデンキ福島西パワフル館に転換したが、2009年にケーズデンキ福島南本店として移転統合。
跡地はペットワールドアミーゴ福島西店(現在はダイユーエイト八島田店跡地へ移転)→セカンドストリート福島西店。
- SUPER Denkodo新白河店（西白河郡西郷村裏山南15）
- SUPER Denkodo原町店■（南相馬市原町区北原字境堀260、2004年（平成16年）11月12日開業[27]）
旧店舗から移転する形で開業。
- SUPER Denkodo須賀川店（須賀川市古河105、2005年（平成17年）10月21日開業[53]）
- Denkodo会津若松店（会津若松市天神町22-33）
- Denkodo原町BP店（原町市日の出町111-1）
- Denkodo相馬店■（相馬市小泉字根岸74-1、1988年（昭和63年）12月開業[55]）
ケーズデンキ相馬店に転換したが、2009年に移転[55]。跡地はやまや相馬小泉店。
- Denkodo郡山安積店（郡山市安積町荒井1-166）
- Denkodo平中央店（いわき市平谷川瀬3丁目6-4）

#### その他
- メディアサイト福島店（福島市栄町10-4）
- MEDIA SITE 21福島バイパス北店（福島市鎌田字町東3-4、2001年（平成13年）12月21日開業[17]）
- MEDIA SITE 21新白河店（西白河郡西郷村裏山南15、2001年（平成13年）9月13日開業[17]）
- WonderGOO新白河店（西白河郡西郷村裏山南15、2001年（平成13年）9月13日開業[17]））
- Mr.コンセント会津若松店（会津若松市町北町大字始字深町14、2002年（平成14年）10月18日開業[36]））
- Mr.コンセント須賀川店（須賀川市古河136-1、2005年（平成17年）10月28日開業[53]）

## 関東地区

### 東京都

#### デンコードー
- Denkodo成城店（調布市入間町2丁目25-4、2004年（平成16年）7月開業 - 2008年（平成20年）4月13日閉店）

### 神奈川県

#### デンコードー
- Denkodo川崎中原店（川崎市中原区下小田中3丁目25-14）
- Denkodo星川店■（横浜市保土ケ谷区川辺町2-13）
関東地方の店舗で唯一ケーズデンキへと転換（ケーズデンキ星川パワフル館 by Denkodoへ）したが、2009年（平成21年）9月1日に関東地方でケーズデンキを運営するケーズホールディングスに譲渡し、デンコードーは関東地方から撤退。
- Denkodo栗田店☆（横須賀市粟田2丁目1-3）
- Denkodo逗子店☆（逗子市久木4丁目13-25）
- Denkodo鎌倉藤沢店（鎌倉市手広1280）

#### その他
- MEDIA SITE 21久里浜店（横須賀市久里浜4丁目7-2 新八ビル3号館 102号、2004年（平成16年）7月17日開業[56]）
- Mr.コンセント星川店（横浜市保土ケ谷区川辺町2-13、2004年（平成16年）7月1日開業[56]）
- Mr.コンセント横須賀堀ノ内店（横須賀市三春町3-13、2004年（平成16年）8月1日開業[56]）